# チャーリーゲーム

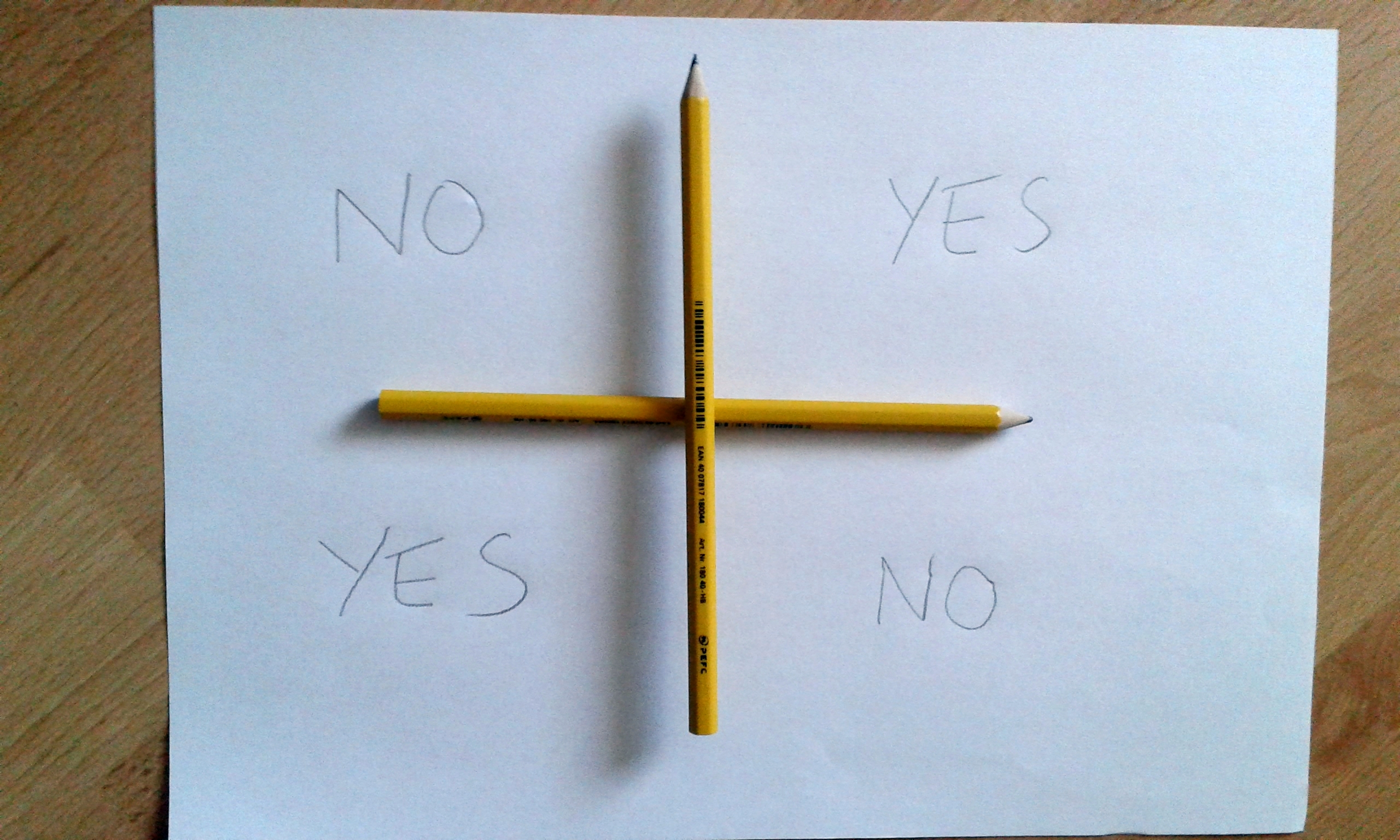
ゲームを始める前の基本の状態。上の鉛筆ともう1本の鉛筆はバランスを取り合い、ちょっとした空気の動きで回転する。

チャーリーゲーム（英: Charlie Charlie challenge）とは、紙と鉛筆を使用した占いの一種である。メキシコの悪魔を召喚し、質問をすると十字にクロスさせた鉛筆が「イエス」または「ノー」の方向へ勝手に動くとされる。
実際には外部の要因（例：空気）などにより鉛筆が勝手に動き、文字を指すことがある。この現象を利用し質問の答えを得る遊びとされる。2015年に英語圏で広まり、#CharlieCharlieChallengeというハッシュタグなども登場した。日本では現代版コックリさんとして中学高校の生徒間で流行した。一部学校では注意喚起や指導に至る騒ぎとなった。

## 概要
白い紙と鉛筆を2本用意する。紙にYESとNOの文字をそれぞれ対角線上に2つずつ書き、紙の上に鉛筆を文字が見えるよう十字に重ね配置する。儀式を始める際は「Charlie Charlie, are you there？」（チャーリーさん、そこにいるの）と質問すると上側の鉛筆が動き出しYES/NOどちらかの方向を指す。質問を始め、占いを終了する場合は、「Charlie Charlie, can we stop？」（チャーリーさん、やめても良いですか）とつぶやくと終了できる。地域によりルールなどに違いも見られる。
チャーリーというのメキシコの悪魔を召喚することが目的とされるものの、チャーリーという悪魔はメキシコには存在せず、民間伝承とも無関係である。このゲームはスペインの古いゲームである鉛筆ゲーム（西: Juego de la Lapicera）の現代版とされる[英語版]。

## 現象の解釈
鉛筆が実際に動くのか2015年6月5日放送の「とくダネ！」（フジテレビ系）にて番組スタッフが占いに挑戦する様子を伝えた。鉛筆は動いたものの、理由について「スタッフの息がかかったため」と説明をしている。また、J-CASTニュース記者が「静かに息をしながら」挑戦してみたところ鉛筆はピクリとも動かなかった。

## 評価
ワシントン・ポスト紙の記者ケイトリン・デューイによれば、このゲームは異文化間の都市伝説の一例として価値があるとした。
「チャーリーゲームが流行した理由と、オンライン上で言語や文化の間を出入りしている理由について、素晴らしい事例研究をしている。例えば、多くのプレイヤーやレポーターがこのゲームをあたかも新しいもののように語っていることに気づくだろう。」
BBC Mundoのマリア・エレーナ・ナベスは、「メキシコには『チャーリー』という悪魔はいない」と述べた上で、英語の名前を持つメキシコの悪魔は「たいていアメリカの発明」であると示唆した。